# Tommy Dibari
Tommy Dibari (Barletta, 30 luglio 1974) è uno scrittore, psicologo e autore televisivo italiano.

## Biografia
Tommy Dibari, nasce a Barletta il 30 luglio 1974. Laureato in Scienze Politiche e in Psicologia, vive a Barletta ma per motivi professionali è spesso a Milano e Roma.

### Teatro, televisione e pubblicità

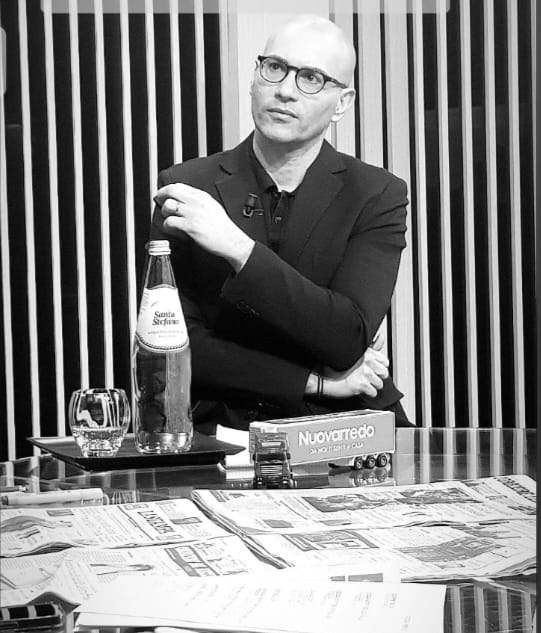
Tommy Dibari nel 2023

È stato autore di programmi televisivi su reti nazionali come il TG satirico Striscia la notizia, Paperissima e Paperissima Sprint (Mediaset), Fiesta (MTV) e Artù (Rai 2), quest'ultimo condotto da Gene Gnocchi e Elisabetta Canalis, è il direttore artistico del Premio Nazionale Nicola Zingarelli e autore e regista del Premio Nazionale Leggio d'oro, l'Oscar del doppiaggio, nonché docente di scrittura creativa presso il CIASU (Centro Internazionale Alti Studi Universitari di Bari). È stato co-sceneggiatore di commedie come I figli non crescono più - adattamento teatrale dell'omonimo libro pubblicato da Einaudi dello psichiatra Paolo Crepet - e Gravi... danze, ha scritto e diretto diversi cortometraggi tra cui Sali e Tabacchi con Ettore Bassi, Fabio Ferri, Dante Marmone, Tiziana Schiavarelli e Mingo Depasquale e A noi!, con il collega Fabio Di Credico.
Ha altresì co-sceneggiato la parte italiana di Un eroe a Roma, film del regista greco Panos Angelopoulos girato ad Atene, Roma e Trani e uscito nel dicembre 2006 in Grecia, mentre, su invito del Governo eritreo, ha realizzato Asmara mon amour, un reportage girato tra la capitale dello stato africano, Asmara e Barentù sul tema dell'adozione a distanza dei bambini eritrei per conto dell'associazione AABE, da cui è stata tratta una campagna di sensibilizzazione andata in onda sulle reti televisive Rai e Mediaset con Mingo De Pasquale protagonista.
Ha in seguito curato numerose campagne pubblicitarie locali e nazionali. Inoltre, per l'emittente televisiva Telenorba, ha ideato e scritto alcuni format (su tutti Il graffio, condotto da Enzo Magistà). Nel marzo 2017 va in onda il programma televisivo culturale Il libro possibile, ideato e condotto da Tommy Dibari per l'emittente Telenorba.
È l'ideatore di Creativa...mente un corso/percorso di creatività rivolto agli utenti di centri di salute mentale.
Dal 2003 al 2006 è stato direttore creativo dell'agenzia pubblicitaria Wake Up di Barletta, curando campagne pubblicitarie nazionali. Dal dicembre 2018 è direttore generale della stessa agenzia.
Novembre 2019, Tommy Dibari porta in scena a Teatro, “Campo-Volo. L’ultima volta che ho riso mi è venuta voglia di piangere”, psico-monologo interattivo che affronta i temi del corpo oggetto e soggetto, delle emozioni di base. Per la rassegna "Anchecinema" dedicata alle scuole, lo spettacolo è stato riservato ai docenti. 
Dal luglio 2019 ricopre il ruolo di CSC in Ernest & Young.

### Narrativa
A quattro mani con Di Credico, ha firmato la sua "opera prima", il romanzo La Cambusa. Storia d'amore e di altre malattie, edito da Rizzoli nel 2007. Ha ceduto i diritti per una trasposizione cinematografica dell'opera, di cui ha scritto la sceneggiatura insieme al regista del film, Duccio Forzano. Sempre a quattro mani con Di Credico, ha pubblicato Non ho tempo da perdere, per Cairo Editore, nel 2011. 
Nell'aprile del 2015 ha pubblicato il romanzo autobiografico Sarò vostra figlia se non mi fate mangiare le zucchine. Storia di un'adozione, edito nuovamente da Cairo.
Il racconto Rino, il ragazzo della carne è stato inserito nell'ANTOLOGIA-LETTERARIA, Inchostro di Puglia AA.VV., Caracò Editore, 2015.
Dopo il successo di Sarò vostra figlia se non mi fate mangiare le zucchine. Storia di un'adozione, nel settembre 2017, viene pubblicato un nuovo romanzo dal titolo Me la sono andata a cercare, edito sempre da Cairo Editore. Un libro dove racconta la sua "malattia" per la scrittura, le lezioni con gli adolescenti, con i pazienti dei centri di salute mentale e con i detenuti del supercarcere di Trani.
Nel 2018 partecipa, insieme ad altri 22 autori al progetto solidale "Lutto libero", una raccolta di racconti nata da un'idea di Cristiano Carriero, edito da Gelsorosso. “Zia Sisina mi è venuta in sogno” è il titolo del racconto dell'autore pugliese.
Nella primavera del 2018 gli viene proposto di scrivere un libro su Pietro Mennea, è così che nell'ottobre esce il quinto romanzo Pietro Mennea. L’uomo che ha battuto il tempo, per Cairo Editore.

## Opere letterarie
- La Cambusa. Storia d’amore e di altre malattie (con Fabio Di Credico), Rizzoli, 2007
- Non ho tempo da perdere (con Fabio Di Credico), Cairo Editore, 2011
- Sarò vostra figlia se non mi fate mangiare le zucchine. Storia di un'adozione, Cairo Editore, 2015
- Me la sono andata a cercare, Cairo Editore, 2017
- Pietro Mennea. L’uomo che ha battuto il tempo, Cairo Editore, 2018
- Preferisco Le Stelle, Santelli Editore, 2023

## Filmografia

### Regista
- Sali e Tabacchi, codiretto con Ettore Bassi, Fabio Ferri, Dante Marmone, Tiziana Schiavarelli e Mingo Depasquale - cortometraggio
- A noi!, codiretto con Fabio Di Credico - cortometraggio
- Asmara mon amour - documentario TV

### Sceneggiatore
- Un eroe a Roma, regia di Panos Angelopoulos (2006)

## Televisione

### Autore televisivo
- Striscia la notizia
- Paperissima
- Paperissima Sprint
- Fiesta (MTV)
- Artù (Rai 2)

## Riconoscimenti
- Eolie Film Fest
  - Premio Cinit.
- 2006 – Radiocorriere TV
  - Miglior autore giovane.
- 2008 – Università degli Studi di Bari
  - Attestato di encomio da parte della facoltà di Scienze Politiche, conferita dal preside Ennio Triggiani e dal sociologo Franco Cassano contestualmente alla conferenza Comunicare Bari a partire dal successo del libro La Cambusa.
- 2012 – Premio FIASO
  - Migliore iniziativa formativa a livello creativo tra tutte le Asl italiane per il progetto  Creativa...mente
- 2016 – VIII Edizione del Premio Letterario Nazionale "Nicola Zingarelli"
  - Premio speciale Non Omnia Possumus Omnes (Non tutti possiamo tutto), con la seguente motivazione: "per aver forgiato le emozioni scatenate dalla sua creatività e per aver riunito la scrittura creativa e la poesia semplicemente con l'armonia dell'Amore"[6][7]